# Риск (фильм, 1970)
«Риск» — советский фильм 1970 года, снятый на киностудии «Молдова-фильм» режиссёром Василием Паскару. Продолжение фильма «Марианна» (1967).
Фильм вышел на экраны 9 марта 1971 года, в кинопрокате СССР 1971 года фильм занял 22-ю строчку, его посмотрели 27 млн. 100 тыс. зрителей.

## Сюжет
По автобиографической повести советской разведчицы-радистки Прасковьи Дидык «В тылу врага».
Советские разведчики радистка Мария и Анатолий получают задание направиться в оккупированный немцами польский город и достать карты немецкого укреплённого района. В выполнении задания им помогают польские подпольщики.

## В ролях
- Наталья Зорина — Мария, младший лейтенант, советская разведчица, радистка
- Леонхард Мерзин — Курц, майор медицинский службы, немецкий офицер, советский разведчик «Анатолий»
- Николай Бурляев — Юзеф Шевчик, поляк-подпольщик
- Улдис Пуцитис — Марек
- Вацлав Дворжецкий — Вацлав Шевчик, владелец кафе, отец Юзефа
- Ольгерт Кродерс — Генрих Берж, майор, немецкий офицер, друг детства Ганса Зеллера
- Герман Юшко — Збигнев Ломницкий
- Олев Эскола — Ганс Зеллер, оберштурмбаннфюрер, шеф гестапо
- Эвальд Хермакюла — Николай, советский радист
- Виктор Шульгин — Анджей, поляк-подпольщик, руководитель группы
- Владимир Емельянов — генерал разведки
- Волдемар Пансо — приятель Марека
- Аста Виханди — Магда, жена Ганса Зеллера
- Виктор Волков — Тышкевич
- Игорь Стариков — подпольщик
- Казимир Гайдукевич — подпольщик
- Казимир Забулионис — подпольщик
- Маури Раус — гестаповец
- Кенно Оя — немецкий офицер
- Юри Уппин — немецкий офицер
- Маре Хелластэ — девушка в кафе
- Нийоле Викирайте — женщина с ребенком
- Ада Лундвер — дама